# Scinax peixotoi
Scinax peixotoi är en groddjursart som beskrevs av Brasileiro, Haddad, Sawaya och Martins 2007. Scinax peixotoi ingår i släktet Scinax och familjen lövgrodor. IUCN kategoriserar arten globalt som akut hotad. Inga underarter finns listade i Catalogue of Life.